# The Sims FreePlay
The Sims FreePlay é um jogo de simulação de vida estratégica disponível para aparelhos Android e IOS. É uma versão freemium do The Sims para dispositivos móveis e foi lançado mundialmente em 15 de dezembro de 2011 para dispositivos iOS, em 15 de fevereiro de 2012 para Android, 31 de julho de 2013 para o BlackBerry 10 e 12 de setembro de 2013 para o Windows Phone 8. O jogo foi lançado para o Kindle Fire em outubro de 2012.

## Jogabilidade
No The Sims FreePlay, os jogadores constroem casas, controlam pessoas virtuais chamadas Sims para satisfazer suas necessidades e desejos, e permitem que eles completem diferentes tipos de ações para ganhar Simoleons, Pontos de Estilo de Vida, Pontos Sociais (todos os três são moedas no jogo) e XP. Ao contrário dos jogos anteriores da franquia, o The Sims FreePlay é executado em tempo real e leva tempo real para completar as ações. Todas as ações devem ser instruídas pelos jogadores, ao contrário da versão do computador, onde os Sims podem ter algum grau de autonomia. Os jogadores podem progredir em 55 níveis para desbloquear conteúdo e criar até 34 Sims. No jogo, qualquer sim mulher (solteira ou casada) pode ter filhos com a opção de gravidez ou adicionar em 24 horas sem modificar o corpo da Sim, há um limite na quantidade de casais permitidos devido a um limite para as pessoas na cidade do jogador. No entanto, se o jogador comprar itens fora da loja online, eles se tornarão um VIP que lhes permitirá aumentar o número de Sims que eles podem ter em sua cidade. No jogo, há missões principais e missões de descoberta. Enquanto as missões regulares são necessárias, as missões de descoberta são opcionais.

## Desenvolvimento

### Atualizações
O jogo é atualizado regularmente (a cada dois meses) com novos conteúdos e tem muitos eventos e competições, anunciados na página oficial do Facebook do FreePlay. As atualizações incluem elementos de vários pacotes de expansão e pacotes de material da série principal, cada nova atualização viria com novos objetivos e, às vezes, hobbies e trabalhos. A versão mais recente se chama "Palm Springs".
A partir de abril de 2017, o Windows Phone não recebe mais atualizações do jogo.
Em junho de 2018, foram adicionados chuveiros à gravidez e a bebês Dizia-se que os fãs solicitavam que o recurso fosse adicionado ao jogo desde o lançamento do FreePlay. Antes dessa atualização, os Sims tinham que se casar para ter a opção de adicionar um bebê à família.
Em 15 de outubro de 2018, o multiplayer de realidade aumentada foi adicionado. Em julho de 2019, a função de salvamento automático estava disponível.

## Recepção
Tem recepção favorável da crítica no site Metacritic tendo uma avaliação de 80/100, mas revisões mistas do público. Os críticos disseram que o jogo era até interessante, mas não poder adiantar o tempo igual ao The Sims 4 ou os outros The Sims o tornava frustante. Apesar disso na google Play Store o jogo recebeu mais de 100.000.000 de dowloads pelo mundo (5 milhões só no Brasil).

## Censura
O videojogo foi banido, devido à possibilidade de se firmar uma relação homossexual, na: China, Arábia Saudita, Emirados Árabes Unidos, Omã, Kuwait, Catar e Egito.